# Bernardo Añor
Bernardo Añor Acosta (Caracas, Distrito Capital, Venezuela; 24 de mayo de 1988) es un futbolista venezolano nacionalizado estadounidense que juega como defensa y actualmente se encuentra sin equipo.
Es hijo del exfutbolista Bernardo Añor. Su hermano Juanpi Añor también es futbolista, juega en el Panetolikos de la Superliga de Grecia.

## Trayectoria
En el 2011 brilló en el Columbus Crew, jugando al lado de Emilio Rentería y el peruano Andrés Mendoza. Fue elegido como el mejor jugador de la semana 14. A inicios del 2015 firmó por Sporting Kansas City luego de anotar en la temporada 2014, 6 goles. Luego en Kansas no tuvo la continuidad deseada, por lo cual solo estuvo una temporada.
Luego pasó al Minnesota United FC.
El 31 de enero del 2018 se confirmó la compra del Caracas FC, club que lo quería en la posición de lateral izquierdo. Juega la Primera División de Venezuela 2018 y la Copa Sudamericana 2018 donde llegó hasta los octavos de final. Luego de un gran 2018, logra clasificar a la Copa Libertadores 2019, sin embargo, fue eliminado en la fase 3 por Club Melgar.
El 9 de septiembre de 2020 el Caracas FC comunicó de manera oficial su desvinculación del club por mutuo acuerdo. Bernardo Añor cerró su segunda etapa en "El Rojo" con un Torneo Clausura y un título de Primera División Venezolana. Desde entonces es agente libre.

## Clubes
| Club                 | País           | Año         | Partidos | Goles |
| -------------------- | -------------- | ----------- | -------- | ----- |
| Caracas FC B         | Venezuela      | 2005        | ?        | ?     |
| Caracas F.C.         | Venezuela      | 2006 - 2009 | ?        | ?     |
| Bradenton Academics  | Estados Unidos | 2010        | ?        | ?     |
| Columbus Crew        | Estados Unidos | 2011 - 2014 | 77       | 14    |
| Sporting Kansas City | Estados Unidos | 2015        | 14       | 0     |
| Minnesota United FC  | Estados Unidos | 2016 - 2017 | 9        | 0     |
| Caracas F.C.         | Venezuela      | 2018 - 2020 | 23       | 3     |

## Palmarés

### Torneo Nacionales
| Título           | Club         | País      | Año  |
| ---------------- | ------------ | --------- | ---- |
| Torneo Clausura  | Caracas F.C. | Venezuela | 2019 |
| Primera División | Caracas F.C. | Venezuela | 2019 |